# Tony Swartz
Tony Swartz (Iowa, 24 september 1943 - Missouri, 27 september 2016) was een Amerikaanse acteur, die vooral bekend is als Jolly in Battlestar Galactica.

## Filmografie
- Crash Landing: The Rescue of Flight 232 (1992) als onbekende rol
- The Golden Girls (1986) als John
- Convicted (1986) als voorzitter
- The Master (1984) als Robbins
- No Man's Land (1984) als Monroe
- The Archer: Fugitive from the Empire (1981) als Riis
- Schizoid (1980) als barman
- ABC Afterschool Specials (1979) als onbekende rol
- Mission Galactica: The Cylon Attack (1979) als vluchtsergeant Jolly
- Battlestar Galactica (1978-1979) als vluchtsergeant Jolly
- Battlestar Galactica (1978) als vluchtsergeant Jolly
- Maneaters Are Loose! (1978) als Deputy Parker
- Serpico (1976) als Dole
- Dynasty (1976) als Harry Blackwood
- Kojak (1975) als Milt Moyer
- The Invisible Man (1975) als wachter met hond

- Library of Congress Control Number: no2004067768
- Virtual International Authority File: 29245679
- WorldCat: E39PBJwdjJGp4yPYPchCMkF3Qq